# 42478 Inozemtseva
A 42478 Inozemtseva (ideiglenes jelöléssel 1981 RX1) a Naprendszer kisbolygóövében található aszteroida. Ljudmila Georgijevna Karacskina fedezte fel 1981. szeptember 7-én.